# Иззард, Эдди
Эдди Иззард (англ. Eddie Izzard, также Сюзи Эдди Иззард, англ. Suzie Eddie Izzard, род. 7 февраля 1962, Аден, Аденская колония) — британская стендап-комик, актриса, писательница и активистка. Её комедийный стиль: хаотичный, эксцентричный монолог и самоотносительные пантомимы. Кроме гастролей она снимается на телевидении и в кино, играет в спектаклях и занимается благотворительностью.

## Стиль выступления
На стиль Иззард сильно повлияла комик-группа «Монти Пайтон», у которой она переняла метод «потока сознания». Из-за дислексии она в основном не работает по сценарию. Во время своих выступлений Иззард перепрыгивает с темы на тему, перебивает сама себя идеями новых шуток, превращает персонажей, которых она изображает, в других персонажей и т. д. При смене тем образуются паузы, которые Иззард заполняет междометиями, ставшими её визитной карточкой («так что, да» и др.). Она часто отмечает реакцию публики на шутки, делая вид, что пишет в блокноте («должно быть смешнее», «вот я их и потеряла», «они мне не поверили», «они не в восторге, больше так не делать»), задаёт аудитории вопросы, отвечает на реплики из зала.
Среди основных комических приёмов Иззард — пародия и пантомима. Изображая бога, она говорит голосом английского актёра Джеймса Мэйсона, изображая Ноя — голосом Шона Коннери, причём она использует эти пародии в разных программах. Иззард также постоянно изображает животных, различные механические действия и т. д. Удачные образы, такие как её шотландская учительница по кларнету миссис Бэдкрамбл, переходят из программы в программу.
Иззард часто моделирует вымышленные ситуации с историческими или мифологическими персонажами (сценка с походом Иисуса Христа к динозаврам и др.).
В одном из интервью Эдди Иззард так высказалась о своём комическом стиле:

Я просто мелю полную чушь. История, политика… я заметила, что никто не говорит об истории, и везде валяется куча историй. Все они бесплатны и все они в Википедии! Я читаю Википедию, как сумасшедшая идиотка. Потом я беру все эти истории и пересказываю их со странной точки зрения. Оригинальный текст (англ.)I just talk complete bullshit. The history, the politics, I noticed that no one was using history, so there's a lot of history lying about the place, and it's all free, and it's on Wikipedia! You know, I use Wikipedia like a crazy idiot, now. Then I take all this stuff, and I regurgitate it into a weird angle. 

В 2008 году в своем турне Stripped Иззард начала использовать «Википедию» как часть своего стендапа, читая с iPhone и высмеивая стиль редактирования «Википедии».
Главный приём Иззард — её способность придумывать абсурдные ситуации прямо во время выступления. Она также уделяет много внимания своей персоне, особенно теме своей трансгендерности.

## Отзывы
18 марта 2007 года Иззард была третьей из 100 стендап-комиков в программе «100 Greatest Comedians» английского телеканала Channel 4. В 2005 году была 20-й в списке программы «The Comedian’s Comedian». 75-е место в программе «100 Greatest Stand-ups of All Time» американского телеканала Comedy Central. Джон Клиз назвал Иззард «недостающим Пайтоном» («Lost Python»).

## Увлечения
Фанат английского футбольного клуба Кристал Пэлас.

## Личная жизнь
Эдди идентифицирует себя как гендерфлюид и называет себя «немного похожей на мальчика и немного на девочку». Она использует слово «трансгендер» только в качестве обобщающего термина. При обращении она использует местоимения «он/она». В прошлом Иззард самоидентифицировалась как трансвестит, а также называла себя «лесбиянкой, запертой в мужском теле», и «совершенный парень плюс половина девочки».

## Концерты
- Live at the Ambassadors (1993)
- Unrepeatable (1994)
- Definite Article (1996)
- Glorious (1997)
- Dress to Kill (1998)
- Circle (2000)
- Sexie (2003)
- Stripped (2008/2009)

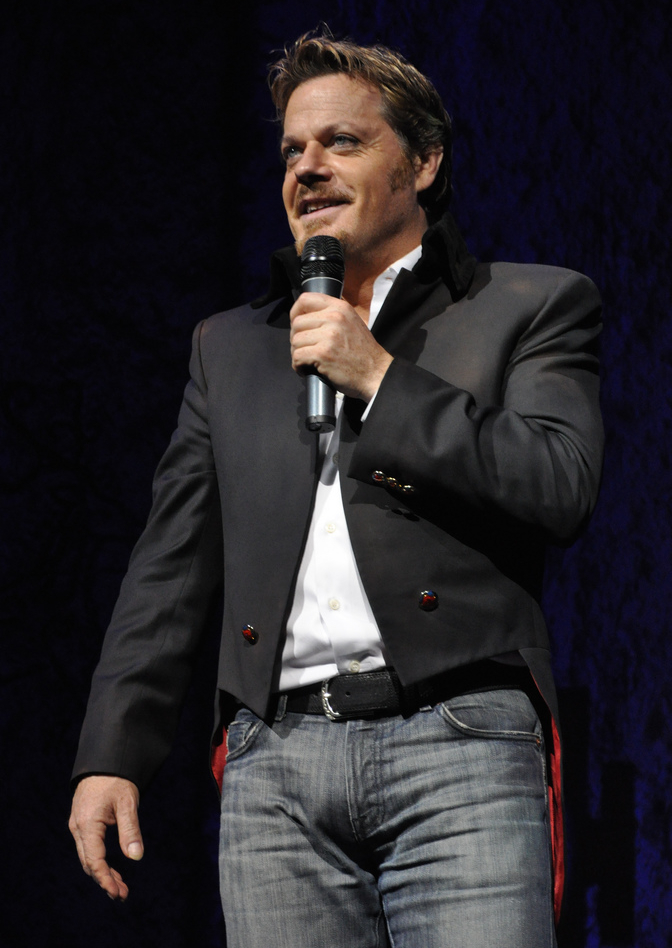
Иззард в 2008 году

- Live at Madison Square Garden (2011)
- Force Majeure (2013)

## Фильмография
| Год       |     | Русское название               | Оригинальное название                    | Роль                      |
| --------- | --- | ------------------------------ | ---------------------------------------- | ------------------------- |
| 1995      | ф   | Надвигающийся шторм            | The Oncoming Storm                       | Лютор Китон               |
| 1996      | ф   | Секретный Агент                | The Secret Agent                         | Владимир                  |
| 1998      | ф   | Бархатная золотая жила         | Velvet Goldmine                          | Джерри Дивайн             |
| 1998      | ф   | Мстители                       | The Avengers                             | Бэйли                     |
| 1999      | ф   | Таинственные люди              | Mystery Men                              | Тони Пи                   |
| 1999      | ф   | Криминал                       | The Criminal                             | Питер Хьюм                |
| 2000      | ф   | Чужая игра                     | Circus                                   | Трой                      |
| 2000      | ф   | Тень вампира                   | Shadow of the Vampire                    | Густав фон Вангенхайм     |
| 2001      | ф   | Смерть в Голливуде             | The Cat’s Meow                           | Чарли Чаплин              |
| 2001      | ф   | Диверсанты                     | All the Queen’s Men                      | Тони Паркер / Tony Parker |
| 2002      | ф   | Трагедия мстителя              | Revengers Tragedy                        | Похотливый                |
| 2003      | кор | Инопланетное вторжение         | Alien Invasion (Earth: A Crap Sandwich)  | Брик                      |
| 2004      | ф   | Блуберри                       | Blueberry                                | Просит                    |
| 2004      | ф   | Пять детей и волшебство        | Five Children and It                     | Это                       |
| 2004      | ф   | Любовь и сигареты              | Romance & Cigarettes                     | Джин Винсент              |
| 2004      | ф   | Двенадцать друзей Оушена       | Ocean’s Twelve                           | Роман Нагель              |
| 2005      | ф   | Аристократы                    | The Aristocrats                          | в роли самого себя        |
| 2006      | мф  | Большое путешествие            | The Wild                                 | Найджел                   |
| 2006      | ф   | Моя супер-бывшая               | My Super Ex-Girlfriend                   | профессор Бедлам          |
| 2007      | ф   | Тринадцать друзей Оушена       | Ocean’s Thirteen                         | Роман Нагель              |
| 2007      | ф   | Через Вселенную                | Across the Universe                      | мистер Кайт               |
| 2007—2008 | с   | Богатство                      | The Riches                               | Уейн Меллой               |
| 2008      | мф  | Игорь                          | Igor                                     | доктор Шаденфройде        |
| 2008      | ф   | Операция «Валькирия»           | Valkyrie                                 | Эрих Фельгибель           |
| 2009      | ф   | Гнев                           | Rage                                     | Тини Даймондс             |
| 2009      | тф  | День триффидов                 | The Day of the Triffids                  | Торренс                   |
| 2009      | ф   | Каждый божий день              | Every Day                                | Гаррет                    |
| 2009—2011 | с   | Такая разная Тара              | United States of Tara                    | Джек Хаттарас             |
| 2009      | ф   | Эдди Иззард: Правдивая история | Believe: The Eddie Izzard Story          | в роли самого себя        |
| 2008      | ф   | Хроники Нарнии: Принц Каспиан  | The Chronicles of Narnia: Prince Caspian | Рипичип (озвучивание)     |
| 2011      | мф  | Тачки 2                        | Cars 2                                   | Майлз Карданвал           |
| 2011      | ф   | Потерянное Рождество           | Lost Christmas                           | Энтони                    |
| 2012      | тф  | Остров сокровищ                | Treasure Island                          | Джон Сильвер              |
| 2012      | с   | Пуля в лицо                    | Bullet in the Face                       | Иоганн Тангейзер          |
| 2013—2015 | с   | Ганнибал                       | Hannibal                                 | доктор Абель Гидеон       |
| 2015      | ф   | Всё могу                       | Absolutely Anything                      | мистер Робинсон           |
| 2017      | мф  | Рок Дог                        | Rock Dog                                 | Ангус Скаттергуд          |
| 2019      | мф  | Эверест                        | Abominable                               | Берниш                    |
| 2019      | мс  | Зелёные яйца и ветчина         | Green Eggs and Ham                       | Гервник З. Снёрж          |
| 2020      | ф   | Шесть минут до полуночи        | Six Minutes to Midnight                  | Томас Миллер              |